# George White (polityk)

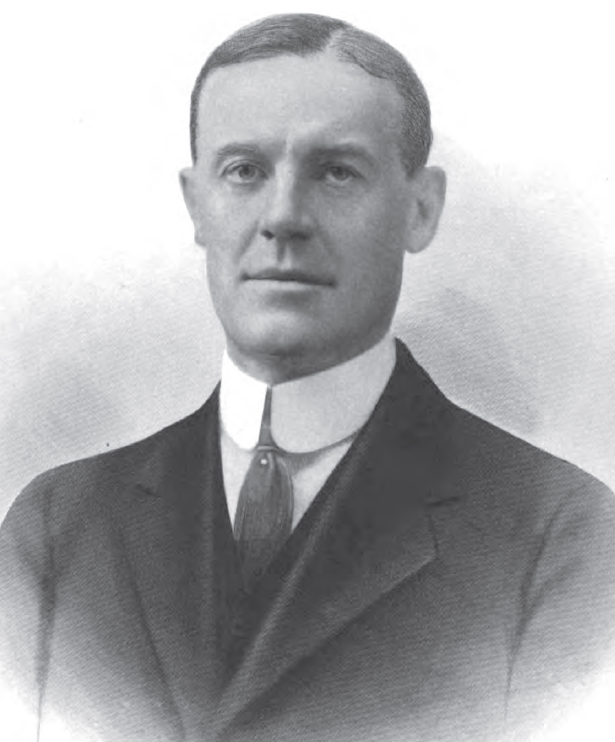

George White (ur. 21 sierpnia 1872 w Elmirze w stanie Nowy Jork, zm. 15 grudnia 1953 w West Palm Beach w stanie Floryda) – amerykański polityk, działacz Partii Demokratycznej.
W latach 1905–1908 zasiadał w Izbie Reprezentantów stanu Ohio. Reprezentował 15. okręg Ohio w Izbie Reprezentantów Stanów Zjednoczonych (1911-1915, 1917-1919). Od 1920 do 1921 zajmował stanowisko przewodniczącego Krajowego Komitetu Partii Demokratycznej. W latach 1931–1935 pełnił funkcję gubernatora Ohio. 
Był dwukrotnie żonaty. Miał sześcioro dzieci.